# Jack Pennick
Ronald Jack Pennick (* 7. Dezember 1895 in Portland, Oregon; † 16. August 1964 in Manhattan Beach, Kalifornien) war ein US-amerikanischer Filmschauspieler.
Zwischen 1926 und 1962 agierte er in über 140 Filmen.

## Leben
Jack Pennick wurde als Sohn des Goldgräbers Albert R. Pennick und dessen Ehefrau Bessie Murray Pennick geboren. Er war zweimal verheiratet. Aus der Ehe mit seiner ersten Ehefrau Grechin gingen zwei Söhne hervor. Ein dritter Sohn entstammte der zweiten Ehe mit Ehefrau Nona Lorraine. Jack Pennick selbst war zeitweilig als Goldgräber wie auch als Pferdehirt tätig. Als Angehöriger des U.S. Marine Korps wurde er 1912 in China eingesetzt, ebenso im Ersten Weltkrieg und in den Bananenkriegen in Lateinamerika. Später genoss er Anerkennung als ausgewiesener Militär- und Waffenexperte.
Nach Mitte der 1920er Jahre war Pennick als Filmschauspieler tätig. Mit seiner hünenhaften Erscheinung, er war 1,94 Meter groß, und seinem markanten, zerfurchten Gesicht mit Pferdegebiss wurde er eine kaum zu verwechselnde Figur in zahlreichen Western. Vielfach war er auf Schurkenrollen festgelegt, oft verkörperte er auch Militärangehörige. Während des Zweiten Weltkriegs unterbrach er seine Filmkarriere, um sich freiwillig der U.S. Marine zur Verfügung zu stellen. Er war in Nordafrika und Ostasien stationiert und diente unter anderem im Stab der Kriegsberichtserstattungseinheit von Regisseur John Ford. In Tunesien wurde er mit dem Silver Star dekoriert, einer der höchsten Militärauszeichnungen der USA.
Später wurde er Mitglied des engeren Kreises der John-Ford-Stock-Company und einer der engsten Vertrauten des legendären Hollywood-Regisseurs. An fast allen Tonfilmen Fords war er in irgendeiner Weise beteiligt. Pennick trat im Laufe seiner Karriere in 41 Filmen von Ford, überwiegend in kleineren Nebenrollen, auf – damit ist er Rekorddarsteller in den Filmen von Ford. In den Ford-Filmen Schlagende Wetter und Bis zum letzten Mann fungierte er als Regie-Assistent. Für mehrere Filme war Pennick als technischer Berater tätig, unter anderem für den Western Alamo von John Wayne.

## Filmografie (Auswahl)
- 1927: Der einsame Adler (The Lone Eagle)
- 1927: Bezahlte Liebe (Paid to Love)
- 1928: Four Sons
- 1929: Die schwarze Garde (The Black Watch)
- 1929: Der Kampf um die Macht (The Mighty)
- 1929: Salute
- 1929: Der Mann aus Virginia (The Virginian)
- 1930: Die Frau aus Chicago (City Girl)
- 1930: Die fremde Mutter (Min and Bill)
- 1931: Alles für dein Glück (Possessed)
- 1931: Wolkenstürmer (Hell Divers)
- 1932: Emma, die Perle (Emma)
- 1932: Air Mail
- 1932: Wenn ich eine Million hätte (If I Had a Million)
- 1933: Ich bin kein Engel (I’m No Angel)
- 1933: Mast- und Schotbruch! (Son of a Sailor)
- 1933: Die Hafen-Annie (Tugboat Annie)
- 1934: Das Leben geht weiter (The World Moves On)
- 1934: Sophie kann’s nicht lassen (The Notorious Sophie Lang)
- 1935: Helden von heute (West Point of the Air)
- 1935: Goin’ to Town
- 1936: Rose-Marie
- 1936: Der Gefangene der Haifischinsel (The Prisoner of Shark Island)
- 1936: Mississippi-Melodie (Banjo on My Knee)
- 1937: Seekadetten (Navy Blue and Gold)
- 1937: Rekrut Willie Winkie (Wee Willie Winkie)
- 1938: Alexander’s Ragtime Band
- 1939: Ringo (Stagecoach)
- 1938: Der junge Mr. Lincoln (Young Mr. Lincoln)
- 1939: Trommeln am Mohawk (Drums Along the Mohawk)
- 1940: Früchte des Zorns (The Grapes of Wrath)
- 1940: Die scharlachroten Reiter (North West Mounted Police)
- 1940: Der Westerner (The Westerner)
- 1940: Der lange Weg nach Cardiff (The Long Voyage Home)
- 1941: Sergeant York
- 1941: Schlagende Wetter (How Green Was My Valley)
- 1945: Schnellboote vor Bataan (They Were Expendable)
- 1946: Faustrecht der Prärie (My Darling Clementine)
- 1947: Befehl des Gewissens (The Fugitive)
- 1948: Bis zum letzten Mann (Fort Apache)
- 1948: Spuren im Sand (3 Godfathers)
- 1949: In letzter Sekunde (The Fighting Kentuckian)
- 1949: Der Teufelshauptmann (She Wore a Yellow Ribbon)
- 1950: Rio Grande
- 1950: Tripolis (Tripoli)
- 1950: Mississippi-Express (Rock Island Trail)
- 1951: Unternehmen Seeadler (Operation Pacific)
- 1951: Der Seewolf von Barracuda (The Sea Hornet)
- 1952: Liebe, Pauken und Trompeten (Stars and Stripes Forever)
- 1954: 20.000 Meilen unter dem Meer (20,000 Leagues Under the Sea)
- 1955: Mit Leib und Seele (The Long Gray Line)
- 1955: Keine Zeit für Heldentum (Mister Roberts)
- 1956: Der Schwarze Falke (The Searchers)
- 1957: Dem Adler gleich (The Wings of Eagles)
- 1958: Das letzte Hurra (The Last Hurrah)
- 1958: König der Freibeuter (The Buccaneer)
- 1959: Der letzte Befehl (The Horse Soldiers)
- 1960: Alamo (The Alamo)
- 1960: Der schwarze Sergeant (Sergeant Rutledge)
- 1961: Zwei ritten zusammen (Two Rode Together)
- 1962: Der Mann, der Liberty Valance erschoß (The Man Who Shot Liberty Valance)
- 1962: Das war der Wilde Westen (How the West Was Won)